# Emil Nicanor Fischer
Emil Nicanor Fischer, född 1 november 1839 i Askersund, död 7 juni 1912 i Göteborg, var en svensk grosshandlare och politiker.

## Biografi
Föräldrar var postmästaren Per Gustaf Fischer och Eva Sofia Brattström. Fischer tog studenten 1859, varefter han tillsammans med Secundus Öström 1871 grundade firman Öström & Fischer i Göteborg för att bedriva agentur- och speditionsaffärer samt även industriell verksamhet. Han var ledamot av Göteborgs stadsfullmäktige 1883–1906 och ett flertal kommunala styrelser och bland annat ledamot av drätselkammaren 1890–1912.
Emil Fischer var styrelseledamot i Göteborgs- och Bohus läns sparbank 1887–1912, huvudagent för försäkringsbolaget Skandia från 1895, ledamot på Riksbankens göteborgskontor 1889–1912 men som ordförande från 1904. Fischer satt även med i flera andra styrelser, bl.a. för Bergslagens Järnvägs AB 1892–1912, AB Bofors–Gullspång, Lindholmens Verkstads AB, Göteborgs Arbetarebostads AB, AB Göteborgs Porslinsfabrik, Trävaru AB Dalarne, Göteborgs Trädgårdsförening, Göteborg–Särö Järnvägs AB, AB Svenska Möbeltygs- och Mattfabriken.
Fischer var ogift.  

## Utmärkelser
- Riddare av Nordstjärneorden